# جون كوك (رجل دين)
جون كوك هو رجل دين كندي، ولد في 13 أبريل 1805 في Sanquhar ‏ في المملكة المتحدة، وتوفي في 31 مارس 1892.